# Konrad-Oskar Heinrichs
Konrad-Oskar Heinrichs (* 5. Mai 1890 in Wallstawe; † 8. September 1944 bei Lüttich, Belgien) war ein deutscher Generalleutnant im Zweiten Weltkrieg.

## Leben
Heinrichs trat am 26. September 1911 als Fahnenjunker in das Infanterie-Regiment „Graf Tauentzien von Wittenberg“ (3. Brandenburgisches) Nr. 20 der Preußischen Armee ein. Nach dem Besuch der Kriegsschule Anklam avancierte er am 22. Februar 1913 mit Patent vom 22. Februar 1911 zum Leutnant. Kurz nach Beginn des Ersten Weltkriegs wurde er Mitte August 1914 Adjutant des I. Bataillons seines Regiments. Bei den Kämpfen an der Westfront wurde er am 9. September 1914 schwer verwundet und geriet in französische Kriegsgefangenschaft. Im August 1918 wurde Heinrichs in der Schweiz interniert und kehrte ein Jahr später nach Deutschland zurück. Für sein Wirken hatte Heinrichs beide Klassen des Eisernen Kreuzes und das Verwundetenabzeichen in Schwarz erhalten.
Heinrichs wurde Mitte August 1919 als Adjutant des IV. Bataillons im Reichswehr-Infanterie-Regiment 91 in die Reichswehr übernommen und war einen Monat später Ordonnanzoffizier beim Stab des II. Bataillon. Am 5. November 1919 wurde er mit Rangdienstalter vom 6. Juni 1916 zum Oberleutnant befördert und fungierte ab Ende Dezember 1919 als Führer der 7. Kompanie. Nach einer Kommandierung als Ordonnanzoffizier zur Reichswehr-Brigade 3 und zum Infanterieführer III erfolgte zum 1. Januar 1920 seine Versetzung in das Infanterie-Regiment 2. Dort war Heinrichs ab Oktober 1920 als Nachrichtenoffizier beim Regimentsstab und absolvierte ein Jahr später die Führergehilfenausbildung beim Stab der 1. Division. Am 1. März 1923 avancierte er zum Hauptmann und am 26. Oktober 1923 zum Regimentsadjutanten. Mit der Ernennung zum Kompaniechef wurde Heinrichs am 6. September 1927 in das 12. Infanterie-Regiment. Daran schloss sich als Major vom 25. November 1933 bis zum 17. Mai 1934 eine Verwendung als Referent im Ausbildungsstab der Infanterie in Berlin an. Anschließend schied er aus der Reichswehr aus und war als Militärberater der Republik China in Nanking tätig.
Zum 20. April 1939 wurde Heinrichs nach seiner Rückkehr nach Deutschland als Oberst mit Rangdienstalter vom 1. Oktober 1938 im Heer der Wehrmacht wieder angestellt. Kurz vor dem Beginn des Zweiten Weltkriegs erfolgte am 26. August 1938 seine Ernennung zum Kommandeur des Infanterie-Ersatz-Regiments 71. Zwei Monate später erhielt er das Kommando über das Infanterie-Regiment 24 (21. Infanterie-Division) und nahm er am Frankreichfeldzug sowie 1941 am Unternehmen Barbarossa, dem Überfall auf die Sowjetunion teil. Am 13. September 1941 erhielt er das Ritterkreuz
Vom 1. bis 6. Mai 1942 befand Heinrichs sich in der Führerreserve, wurde anschließend mit der Führung der 290. Infanterie-Division beauftragt und am 1. Juli 1942 mit der Beförderung zum Generalmajor zum Kommandeur dieser Division ernannt. In dieser Stellung stieg er am 1. Februar 1943 zum Generalleutnant auf und erhielt am 18. Januar 1944 das Deutsche Kreuz in Gold. Vom 1. bis 10. Februar 1944 wurde er kurzfristig erneut in die Führerreserve versetzt und übernahm anschließend als Kommandeur die neu aufgestellte 89. Infanterie-Division. Bis Juni 1944 war die Division zur Ausbildung in Norwegen und wurde dann an die Westfront verlegt. Am 8. September 1944 ist er nahe Lüttich gefallen. Seine sterblichen Überreste ruhen auf dem Soldatenfriedhof im belgischen Lommel.